# Hubert Faulkner
Hubert Faulkner (* 18. Februar 1907 in England; † 17. Juni 1969 in Kempston) war ein englischer Geschäftsmann. 
Hauptsächlich bekannt ist er als der Käufer von Bletchley Park House, einem Herrenhaus in Bletchley, einer in der englischen Grafschaft Buckinghamshire gelegenen Stadt, etwa 70 km nordwestlich von London. Während des Zweiten Weltkriegs (1939–1945) befand sich dort die zentrale militärische Dienststelle des britischen Nachrichtendienstes, genannt Bletchley Park (B.P.), in der sich britische Codebreakers („Codeknacker“) erfolgreich mit der Entzifferung des deutschen Nachrichtenverkehrs befassten.

## Leben
Als Hubert Faulkner geboren wurde, war sein Vater, Ivon Hubert Faulkner (1881–1939), 25 Jahre alt und seine Mutter, Elizabeth Jane Mary Ann Tuffnell (1882–1944), war 24. Im Juli 1934 heiratete er Freda Bettle in Bedfordshire. Sie hatten einen Sohn, Hubert J. Faulkner (1936–1982). Im Jahr 1939 lebte die Familie in Kingston upon Thames. 
Kurz zuvor, im Jahr 1937, hatte Hubert Faulkner das Anwesen Bletchley Park erworben. Dabei handelte es sich um ein Estate, bestehend aus dem Bletchley Park House und einem umgebenden weitläufigen Park mit einer Gesamtfläche von 581 acres (etwa 235 Hektar). Es hatte zuvor der Familie Leon gehört. Nach dem Tod von Herbert Leon († 1926) und seiner Ehefrau Fanny († 1937) hatte ihr Sohn, George Leon, entschieden, das Anwesen zu veräußern. Hubert Faulkner erwarb es noch im selben Jahr. Er plante zunächst, das Haus abreißen und dort ein neues errichten zu lassen. Außerdem wollte er den Park in kleinere Parzellen aufteilen und als separate Grundstücke anbieten.
Kurz darauf wurde das Anwesen jedoch von Hugh Sinclair erworben, Admiral der Royal Navy und Chef des britischen Nachrichtendienstes Secret Intelligence Service (SIS), auch bekannt als MI6. Dieser beabsichtigte, hier die Government Code and Cipher School unterbringen zu lassen. Hubert Faulkner sorgte dafür, dass dieser Plan zügig umgesetzt werden konnte und entsprechende Baracken (siehe auch: Organigramm von B.P. sowie Hut 6 und Hut 8) auf dem Gelände errichtet wurden. Diese dienten den Briten im Zweiten Weltkrieg als  militärische Dienststellen, in denen sie den verschlüsselten deutschen Nachrichtenverkehr gebrochen haben (siehe auch: Kryptanalyse der Enigma und Kryptanalyse der Lorenz-Maschine).
Hubert Faulkner überlebte den Zweiten Weltkrieg. Er wurde 62 Jahre alt.